# Зоран Лутовац
Зоран Лутовац (Београд, 7. август 1964) српски је политичар, дипломата и политиколог. Бивши је председник Демократске странке. Био је амбасадор Републике Србије у Црној Гори између 2008. и 2013. године.

## Биографија
Отац му је родом из Берана у Црној Гори. Завршио је основну и средњу школу у Београду. Након средње школе, дипломирао је на Факултету политичких наука Универзитета у Београд 1988. године, а магистрирао на истом факултету 1994. године Докторирао је на истом факултету 2014. године.
Био је предавач на београдском Факултету политичких наука и неколико других факултета. Између 2001. и 2004. године био је члан управног одбора Завода за уџбенике (јавно предузеће за издавање школских уџбеника) и председник управног одбора Београдског Института за европске студије. Био је саветник председничке кампање Драгољуба Мићуновића за председничке изборе 2003. године и политички саветник премијера Србије Зорана Ђинђића. Био је члан различитих владиних одбора током владе Зорана Ђинђића и Зорана Живковића (2001—2004). Амбасадор Србије у Црној Гори био је између 2008. и 2013. године.
Лутовац је члан Демократске странке од 1996. године. Био је председник Страначког одбора за етничке мањине између 1997. и 2003. године и председавајући страначког одбора за људска и мањинска права између 2004. и 2008. Био је члан политичког већа Демократске странке између 1997. и 2008. и поново између 2013. и 2016. године, када је постао председавајући Већа. Лутовац је био кандидат за председника Демократске странке на страначким изборима 2016. године, али је изгубио од Драгана Шутановца. Након што је Драган Шутановац поднео оставку 2018. године, Зоран Лутовац је изабран за председника Демократске странке 2. јуна 2018.
До сада је објавио две монографије „Мањине, КЕБС и југословенска криза” 1995. године и „Српски идентитет у Црној Гори” (2015) и више десетина чланака у домаћим и страним научним часописима и зборницима из области међународних односа, људских и мањинских права и политичких односа у Србији и региону. Био је активан учесник више десетина истраживања политичког јавног мњења у Србији и специјализованих истраживања попут етничке дистанце, међунационалних односа и др.